# Bernadette Heerwagen

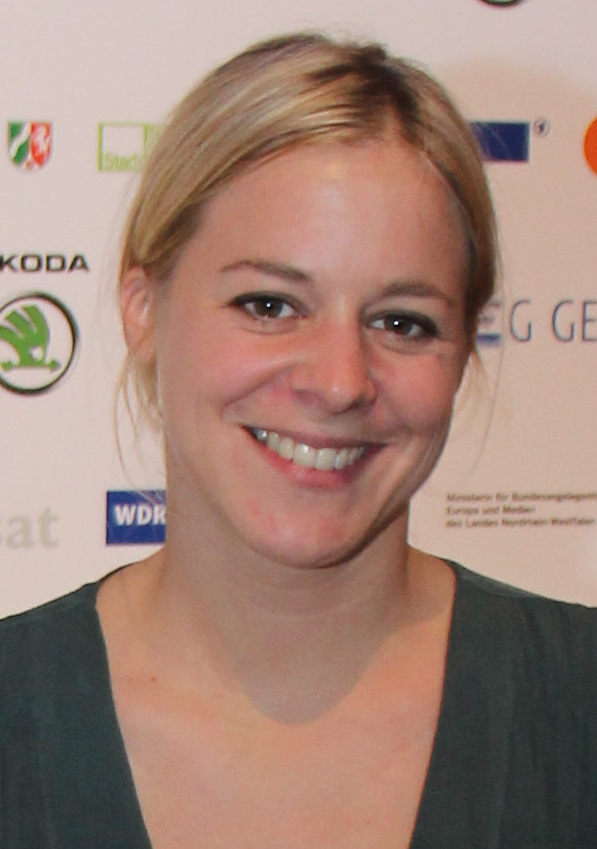
Bernadette Heerwagen bei der Grimme-Preisverleihung 2011

Bernadette Heerwagen (* 22. Juni 1977 in Bonn) ist eine deutsche Schauspielerin.

## Karriere
Ihre Schulausbildung machte Heerwagen im Münchner Vorort Unterhaching. Nach dem Abitur am Lise-Meitner-Gymnasium Unterhaching begann sie zunächst Germanistik und Philosophie zu studieren. Sie absolvierte ihre Ausbildung bei Film Breakthrough und nahm Gesangsunterricht bei Elaine Baker und Vicky Breskott, jeweils in München. Ihre erste Hauptrolle spielte sie 1995 im Film Nana unter der Regie von Miguel Alexandre, der sie später für weitere Projekte verpflichtete. 2012 spielte sie die Hauptrolle Anna Gerbers im ZDF-Film München 72 – Das Attentat. Seit 2014 spielt sie in der vom ZDF in Kooperation mit dem ORF produzierten Krimi-Reihe München Mord die Kriminaloberkommissarin Angelika Flierl.
2020 übernahm sie im Hörbuch Es war einmal ein blauer Planet nach der Buchvorlage von Francois Lelord die Textpassagen der Wissenschaftlerin Yu, während Nico Holonics diejenigen der Hauptperson Robin Normandie eingelesen hat.

## Privates
Heerwagen ist die Schwester des sechs Jahre jüngeren ehemaligen Profi-Fußballtorwarts Philipp Heerwagen. Sie ist mit dem Schauspieler Ole Puppe verheiratet, mit dem sie zwei Töchter hat. Sie lebt mit ihrer Familie im Allgäu.

## Filmografie (Auswahl)
- 1995: Nana (Regie: Miguel Alexandre)
- 1996: Zwei Brüder – In eigener Sache (Regie: Walter Weber)
- 1996: Sexy Lissy (Regie: Peter Ily Huemer)
- 1997: Aus heiterem Himmel (Folge: Sackgasse, Schülerin Tanja)
- 1997: Das ewige Lied (Regie: Franz Xaver Bogner)
- 1997: Lichterkettenspot (Regie: Emil Hye-Kundsen)
- 1997: Pechvogel und Glückskind (Regie: Katinka Minthe)
- 1997/98: Liebe und weitere Katastrophen (Regie: Bernd Fischerauer)
- 1998: Der Schandfleck (Regie: Julian Pölsler)
- 1998: Die heilige Hure (Regie: Dominique Othenin-Girard)
- 1999: Die Nacht der Engel (Regie: Michael Rowitz)
- 1999: Zärtliche Sterne (Regie: Julian Roman Pölsler)
- 1999: DoppelPack (Regie: Matthias Lehmann)
- 2000: Eine öffentliche Affäre (Regie: Rolf Schübel)
- 2000: Wir bleiben zusammen (Regie: Wolfgang Murnberger)
- 2000: Schutzengel gesucht (Regie: Miguel Alexandre)
- 2001: Tatort: Gute Freunde (Regie: Martin Gies)
- 2001: Hanna: wo bist Du? (Regie: Ben Verbong)
- 2001: Davon stirbt man nicht (Regie: Christine Hartmann)
- 2002: Geht nicht gibt’s nicht (Regie: René Heisig)
- 2002: Edel & Starck – Der Mantel des Schweigens (Regie: Dirk Regel)
- 2003: Das schönste Geschenk meines Lebens (Regie: Olaf Kreinsen)
- 2003: Tatort: Sonne und Sturm (Regie: Thomas Jauch)
- 2003: Der Typ (Kurzfilm; Regie: Patrick Tauss)
- 2003: Danach (Kurzfilm; Regie: Wolfram Emter)
- 2004: Grüße aus Kaschmir (Regie: Miguel Alexandre)
- 2005: Ein starkes Team – Ihr letzter Kunde (Regie: René Heisig)
- 2005: Tatort: Wo ist Max Gravert? (Regie: Lars Kraume)
- 2005: Daniel Käfer und die Villen der Frau Hürsch (Regie: Julian Roman Pölsler)
- 2005: Margarete Steiff (Regie: Xaver Schwarzenberger)
- 2006: Die Hochzeit meines Vaters (Regie: Jobst Oetzmann)
- 2006: Der Feind im Inneren – Joy Division (Regie: Reg Traviss)
- 2005: Traumschatten (Regie: Steffen Groth)
- 2006: Ich bin die Andere (Regie: Margarethe von Trotta)
- 2006: Tatort: Blutschrift (Regie: Hajo Gies)
- 2007: An die Grenze (Regie: Urs Egger)
- 2007: Der Novembermann (Regie: Jobst Oetzmann)
- 2008: Daniel Käfer und die Schattenuhr (Regie: Julian Roman Pölsler)
- 2008: Baching (Regie: Matthias Kiefersauer)
- 2008: Leo und Marie – Eine Weihnachtsliebe (Regie: Rolf Schübel)
- 2008: Der Tod meiner Schwester (Regie: Miguel Alexandre)
- 2009: Stralsund: Mörderische Verfolgung (Regie: Martin Eigler)
- 2009: Durch diese Nacht (Regie: Rolf Silber)
- 2009: Crashpoint – 90 Minuten bis zum Absturz (Regie: Thomas Jauch)
- 2010: Mit Herz und Handschellen: Todfeinde (Regie: Thomas Nennstiel)
- 2010: Hinter blinden Fenstern (Regie: Matti Geschonneck)
- 2010: Die kommenden Tage (Regie: Lars Kraume)
- 2011: Bauernopfer (Regie: Wolfgang Murnberger)
- 2011: Bermuda-Dreieck Nordsee (Regie: Nick Lyon)
- 2012: Tatort: Tödliche Häppchen (Regie: Josh Broecker)
- 2012: Zum Kuckuck mit der Liebe (Regie: Hajo Gies)
- 2012: Die Braut im Schnee (Regie: Lancelot von Naso)
- 2012: München 72 – Das Attentat (Regie: Dror Zahavi)
- 2012: Mittlere Reife (Regie: Martin Enlen)
- 2012: Auslandseinsatz (Regie: Till Endemann)
- 2012: Abseitsfalle (Regie: Stefanie Groß, Barbara Häbe)
- 2013: Tod an der Ostsee (Regie: Martin Enlen)
- 2013: Nichts mehr wie vorher (Regie: Oliver Dommenget)
- seit 2013: München Mord (Reihe)
  - 2013: Wir sind die Neuen
  - 2014: Die Hölle bin ich
  - 2016: Kein Mensch, kein Problem
  - 2016: Wo bist Du, Feigling?
  - 2017: Einer, der’s geschafft hat
  - 2017: Auf der Straße, nachts, allein
  - 2018: Die ganze Stadt ein Depp
  - 2019: Leben und Sterben in Schwabing
  - 2019: Die Unterirdischen
  - 2020: Was vom Leben übrig bleibt
  - 2020: Ausnahmezustand
  - 2021: Der Letzte seiner Art
  - 2021: Das Kamel und die Blume
  - 2022: Dolce Vita
  - 2022: Schwarze Rosen
  - 2023: Damit ihr nachts ruhig schlafen könnt
  - 2023: Der gute Mann vom Herzogpark
  - 2024: A saisonale G’schicht
  - 2024: Die indische Methode
  - 2025: Nix für Angsthasen
- 2014: Wilsberg: Nackt im Netz (Regie: Martin Enlen)
- 2014: Die Flut ist pünktlich (Regie: Thomas Berger)
- 2015: Gruber geht (Regie: Marie Kreutzer)
- 2015: Stralsund – Es ist nie vorbei (Regie: Christine Hartmann)
- 2015: Der Bankraub (Regie: Urs Egger)
- 2018: Der Mordanschlag (Zweiteiler)
- 2018: Fünf Freunde und das Tal der Dinosaurier
- 2019: Die Toten vom Bodensee – Der Stumpengang
- 2019: In Wahrheit: Still ruht der See
- 2019: Die verschwundene Familie (2-tlg. Fernsehfilm)
- 2020: Annie – kopfüber ins Leben (Fernsehfilm)
- 2021: Die Luft, die wir atmen (Fernsehfilm)
- 2022: Annie und der verliehene Mann
- 2022: Annie und das geteilte Glück
- 2022: Marie fängt Feuer – Die Feuertaufe
- 2023: Die Chefin – Die Konsequenz
- 2024: Tatort: Avatar

Darüber hinaus hatte Heerwagen einige Episodenrollen in Serien wie SOKO München und Aus heiterem Himmel.

## Auszeichnungen
- 2000: Bayerischer Fernsehpreis für Der Schandfleck
- 2000: Österreichischer Fernsehpreis Romy für Der Schandfleck
- 2005: Adolf-Grimme-Preis für Grüße aus Kaschmir
- 2008: Adolf-Grimme-Preis für An die Grenze
- 2011: Nominierung für den Deutschen Filmpreis für Die kommenden Tage